# Los Cajones, La Unión de Isidoro Montes de Oca
Los Cajones är en ort i Mexiko.   Den ligger i kommunen La Unión de Isidoro Montes de Oca och delstaten Guerrero, i den södra delen av landet, 300 km sydväst om huvudstaden Mexico City. Los Cajones ligger 330 meter över havet och antalet invånare är 118.
Terrängen runt Los Cajones är kuperad åt sydväst, men åt nordost är den bergig. Runt Los Cajones är det glesbefolkat, med 18 invånare per kvadratkilometer. Närmaste större samhälle är San José Ixtapa, 17,7 km söder om Los Cajones. I omgivningarna runt Los Cajones växer huvudsakligen savannskog.